# Pseudopoda perplexa
Pseudopoda perplexa là một loài nhện trong họ Sparassidae.
Loài này thuộc chi Pseudopoda. Pseudopoda perplexa được Peter Jäger miêu tả năm 2008.